# Мадлен Алгафари
Мадлен Николаева Стайкова-Алгафари е български психотерапевт, писател, преводач, режисьор.

## Биография
Родена е на 4 ноември 1967 година в София. Израства във Враца, където завършва езикова гимназия. Дипломира се в СУ „Св. Климент Охридски“ през 1991 г. със специалност „Психология“ и едновременно в НАТФИЗ „Кръстьо Сарафов“ със специалност „Режисура за драматичен и куклен театър“.
След дипломирането си работи в БНТ като редакторка и водеща. През 2003 г. издава първата си книга „Мира нямам“ (поезия и психология). Следват книгите „Вяра имам“, „Всички можем да летим“, „Приказки за пораснали деца“, „Глад за истински неща“, „Как да се разболяваме качествено“, „От какво ще кажат другите до какво избирам аз“, „Чувствам, следователно съм“, „Пътят на сърцето“, „Поправителен за родители - неверните вярвания за възпитанието“, “Тихоспирка”, “…И заживели щастливо”.
Член е на Българската асоциация по психотерапия, на Европейската асоциация по психотелесна терапия, почетен член на Американската асоциация по психотелесна терапия,  директор на Института за психотелесна терапия, главен редактор на световното списание по психотелесна терапия IBPJ, издавано от Европейската и Американската асоциации по психотелесна терапия от 2018 до 2022. Председател на 18-ти световен конгрес на Европейската асоциация по психотелесна терапия -София,2023.
През 2009 г. е финалистка във второто издание на българския формат на предаването „Dancing stars“.
Омъжена е за режисьора Нидал Алгафари, с когото имат дъщеря и син.